# Lista zamachów terrorystycznych w 2010
Poniższe zestawienie prezentuje zamachy terrorystyczne w roku 2010.
Departament Stanu USA podał w corocznym Country Reports on Terrorism, że w 2010 roku na świecie doszło do ponad 11,5 tysięcy ataków terrorystycznych w 72 państwach, w których urazów doznało 50 tysięcy osób (13 200 spośród nich zginęło), co oznacza wzrost liczby ataków o 5% i spadek liczby śmiertelnych ofiar o 12% w stosunku do poprzedniego roku.

## Styczeń
| Data        | Zabici | Ranni     | Miejsce               | Opis |
| ----------- | ------ | --------- | --------------------- | --- |
| 1 stycznia  | 95     | ponad 100 | Lakki Marwat          | Podczas meczu siatkówki zamachowiec-samobójca wjechał samochodem na boisko, po czym wysadził pojazd w powietrze. |
| 6 stycznia  | 4      | 11        | Kaszmir               | Zamachowiec-samobójca wysadzając się w powietrze w pobliżu patrolu armii, zabił czterech żołnierzy pakistańskich. |
| 6 stycznia  | 7      | 20        | Machaczkała, Dagestan | Siedmiu policjantów straciło życie w wyniku odpalenia bomby przez zamachowca-samobójcę. |
| 7 stycznia  | 7      | 27        | Hīt, Anbar            | W wyniku potrójnego zamachu zginęło siedem osób. |
| 7 stycznia  | 6      | 8         | Śrinagar              | Terroryści Lashkar-e-Taiba podjęli szturm hotelu, zabijając w nim dwóch cywilów oraz policjanta. Następnie siły bezpieczeństwa odbiły hotel, uśmiercając przy tym dwóch terrorystów. W akcji śmierć poniósł także funkcjonariusz organizacji paramilitarnej. |
| 7 stycznia  | 9      | 28        | Gardez                | Dziewięć osób zginęło w wyniku eksplozji wywołanej przez zamachowca-samobójcę na zatłoczonym targowisku. |
| 8 stycznia  | 6      | ?         | Karaczi               | Eksplozja bomby, w wyniku której zawalił się budynek. |
| 8 stycznia  | 3      | 9         | Prowincja Kabinda     | Atak terrorystyczny na autobus piłkarskiej reprezentacji Togo w wykonaniu Frontu Wyzwolenia Enklawy Kabindy (FLEC). |
| 12 stycznia | 1      | 0         | Teheran               | Agent mossadu Madżdidow Dżamal Faszi zdalnie zdetonował bombę znajdującą się pod domem irańskiego eksperta w dziedzinie fizyki atomowej prof. Masouda Ali Mohammadiego.                                                                                      |
| 14 stycznia | 20     | 13        | Oruzgan               | Na zatłoczonym targowisku w powietrze wysadził się zamachowiec-samobójca. |
| 18 stycznia | 10     | 38        | Kabul                 | Talibowie zaatakowali dwa centra handlowe, luksusowy hotel Serena, ministerstwa finansów i sprawiedliwości, a nawet pałac prezydencki. Po interwencji wojska odbito budynki. Zginęło 10 osób.                                                                |
| 25 stycznia | 36     | 71        | Bagdad                | Eksplozje samochodów-pułapek przed trzema hotelami, które nastąpiły po egzekucji „Chemicznego Alego”. |
| 26 stycznia | 17     | 80        | Bagdad                | Celem zamachu terrorystycznego stał się instytut medyczny, którego budynek uległ zniszczeniu. |
| 30 stycznia | 17     | 47        | Khar, Bajaur          | Zamachowiec-samobójca wysadził się w powietrze w wojskowym punkcie kontrolnym. |

## Luty
| Data      | Zabici | Ranni | Miejsce                | Opis |
| --------- | ------ | ----- | ---------------------- | --- |
| 1 lutego  | 54     | 117   | Bagdad                 | Kobieta-samobójczyni wmieszała się w tłum szyickich pielgrzymów zmierzających do Karbali, po czym wysadziła się w powietrze.                                                                                                  |
| 2 lutego  | 3      | 21    | Karbala                | Atak terrorystyczny na wojskowy pojazd w mieście, gdzie odbywała się pielgrzymka związana z obchodami zakończenia 40 dni szyickiej żałoby po imamie Husajnie, wnuku Mahometa.                                                 |
| 3 lutego  | 20     | 110   | Karbala                | Zamach terrorystyczny podczas obchodów szyickiego święta. |
| 3 lutego  | 6      | 70    | Dolny Dir              | Wybuch bomby obok szkoły. Wśród zabitych trzech amerykańskich instruktorów wojskowych oraz troje dzieci. |
| 5 lutego  | 25     | 150   | Karaczi                | W autobus z szyitami wjechał motocykl wyładowany materiałami wybuchowymi. Następnie w szpitalu w którym znajdowali się ranni eksplodowała druga bomba.                                                                        |
| 5 lutego  | 40     | 145   | Karbala                | Do zamachu doszło kiedy dwa pojazdy-pułapki wjechały w tłum zgromadzonych wiernych. Terroryści zdetonowali samochody, a następnie doszło eksplozji dwóch pocisków moździerzowych.                                             |
| 5 lutego  | 3      | 30    | Laszkargah, Helmand    | Wybuch bomby umieszczonej na motocyklu zaparkowanego w tłumie kibiców obserwujących walki psów. |
| 10 lutego | 6      | 0     | Chajber                | Zamachowiec-samobójca wysadzając się w powietrze zabił sześciu policjantów. |
| 13 lutego | 8      | 33    | Pune                   | Eksplozja bomby w popularnej restauracji. |
| 15 lutego | 28     | .     | Silda, Bengal Zachodni | Naksalici przeprowadzili atak na obóz Eastern Frontier Rifles – formacji wchodzącej w skład policji bengalskiej. |
| 18 lutego | 11     | 20    | Ar-Ramadi              | Zamachowiec-samobójca wysadził się w pobliżu budynków rządowych i sądów. |
| 18 lutego | 41     | 60    | Chajber                | Dwaj zamachowcy-samobójcy odpalili ładunki wybuchowe na zatłoczonym targowisku oraz w meczecie. |
| 22 lutego | 6      | 35    | Mingora                | Na bazarze w pobliżu konwoju sił bezpieczeństwa w powietrze wysadził się kamikadze. |
| 22 lutego | 15     | 22    | Nangarhar              | Zamachowiec-samobójca wysadził się w powietrze podczas szury (zgromadzenia plemiennego). W wyniku zamachu zginął Mohammad Haji Zaman, mudżahedin, dowódca formacji wojskowych walczących przeciwko Al-Ka’idzie pod Tora Bora. |
| 23 lutego | 7      | 14    | Laszkargah, Helmand    | W czasie trwania operacji Musztarak, zamachowiec-samobójca uruchomił bombę w pobliżu przystanku autobusowego, w wyniku czego zginęło siedmiu cywilów.                                                                         |
| 26 lutego | 17     | 38    | Kabul                  | Terroryści zaatakowali centrum handlowe, hotel oraz pensjonat zabijając m.in. włoskiego dyplomatę. |
| 28 lutego | 11     | 00    | Nowzad, Helmand        | Wybuch bomby-pułapki pod autokarem. Zginęło 11 cywilów. |
| 28 lutego | 12     | 13    | Basilan                | Terroryści z ugrupowania Abu Sajaf zaatakowali wieś na wyspie Basilan. Zginęło 12 cywilów. Był to odwet za zamordowanie lidera bojówek Abu Sajaf Albadera Parada, który zginął w walkach 21 lutego.                           |

## Marzec
| Data     | Zabici | Ranni     | Miejsce           | Opis |
| -------- | ------ | --------- | ----------------- | --- |
| 1 marca  | 9      | 16        | Kandahar          | Zamachowiec-samobójca wysadził się w powietrze w pobliżu konwoju wojsk ISAF, zabijając pięciu żołnierzy i czterech cywilów.                                                                                            |
| 3 marca  | 41     | ponad 50  | Bakuba            | Dwaj zamachowcy-samobójcy poruszający się samochodami wjechali w dwa posterunki. Kolejna eksplozja wywołana przez trzeciego zamachowca miała miejsce w szpitalu do którego przewieziono rannych z pierwszych zamachów. |
| 4 marca  | 12     | 57        | Bagdad            | W trzech eksplozjach zginęło 12 osób w tym siedmiu żołnierzy. |
| 7 marca  | 38     | ponad 100 | Irak              | Liczne zamachy bombowe i ataki rakietowe podczas wyborów parlamentarnych spowodowały śmierć 38 osób. |
| 8 marca  | 13     | 60        | Lahaur            | Zamach terrorystyczny wykonany za pomocą samochodu-pułapki. |
| 8 marca  | 12     | 0         | Badghis           | Eksplozje dwóch min-pułapek zabiły 12 osób. |
| 10 marca | 6      | 7         | Mansehra          | Atak terrorystów na biuro chrześcijańskiej agencji. |
| 11 marca | 5      | 3         | Kabul             | W wyniku wybuchu bomby zgięło pięć osób, wśród których znalazło się czworo dzieci. |
| 11 marca | 5      | 3         | Bara Qadeem       | Zamachowiec-samobójca wysadził się w powietrze w pobliżu konwoju sił bezpieczeństwa. |
| 12 marca | 57     | ponad 100 | Lahaur            | Dwóch pieszych kamikadze wysadziło się w pobliżu pojazdów pakistańskiej armii. |
| 13 marca | 13     | 37        | Mingora           | Zamachowiec-samobójca wysadził się w punkcie kontrolnym. |
| 13 marca | 37     | 46        | Kandahar          | Czterech zamachowców-samobójców dokonało aktu terroru w mieście Kandahar. |
| 15 marca | 7      | 13        | Faludża           | Eksplozja samochodu pułapki. |
| 15 marca | 8      | 6         | Warri             | Wybuch bomby bomby w jednym z rządowych budynków podczas negocjacji ws. przyznania bojownikom MEND amnestii. |
| 16 marca | 8      | 11        | Mussayab, Babilon | Podwójny zamach bombowy na głównej ulicy miasta. |
| 17 marca | 5      | 1         | Peszawar          | Rebelianci zaatakowali punkt kontrolny przy wjeździe do miasta. |
| 21 marca | 10     | 7         | Gereszk, Helmand  | Zamachowiec-samobójca jadący na motocyklu wysadził się w powietrze obok konwoju wojskowego przejeżdżającego przez most. Śmierć jednak poniosło dziesięciu cywili znajdujących się na moście.                           |
| 24 marca | 6      | 30        | Buenaventura      | Wybuch samochodu-pułapki. Żadne ugrupowanie nie przyznało się do ataku, choć siły porządkowe twierdziły, iż za zamachem stały Rewolucyjne Siły Zbrojne Kolumbii.                                                       |
| 26 marca | 52     | 65        | Khalis            | Dwa wybuchy w mieście podczas ogłaszania wyników wyborów z 7 marca. |
| 28 marca | 1      | 2         | Ateny             | Wybuch torby-pułapki w ateńskiej dzielnicy Patissia, przed budynkiem szkoły służby cywilnej. |
| 28 marca | 5      | 33        | Qaim              | Wybuch kilku min pułapek. |
| 28 marca | 5      | 33        | Karbala           | Eksplozja dwóch samochodów-pułapek. |
| 29 marca | 39     | 102       | Moskwa            | Dwa zamachy bombowe przeprowadzone przez zamachowców-samobójców na stacjach moskiewskiego metra Łubianka i Park Kultury.                                                                                               |
| 31 marca | 12     | 18        | Kizlar            | Dwa zamachy bombowe w centrum miasta przeprowadzone przez zamachowców-samobójców w pobliżu budynków rządowych oraz szkoły.                                                                                             |
| 31 marca | 13     | 45        | Babij             | Wybuch bomby, która była umieszczona na motocyklu. |
| 31 marca | 6      | 15        | Chajber           | wybuch samochodu-pułapki przy posterunku sił paramilitarnych Frontier Corps (FC). |

## Kwiecień
| Data        | Zabici | Ranni | Miejsce        | Opis |
| ----------- | ------ | ----- | -------------- | --- |
| 4 kwietnia  | 0      | 0     | Pierwomajskoje | Zamach bombowy na linii kolejowej łączącej Moskwę z Baku. Głównym celem był prawdopodobnie nocny dalekobieżny pociąg pasażerski relacji Tiumeń-Baku. Wybuch ładunku spowodował wykolejenie pociągu towarowego i zniszczenie torów na długości 300 metrów. Nie doszło do innych katastrof kolejowych, gdyż w porę wstrzymano ruch na linii. |
| 4 kwietnia  | 15     | 35    | Bagdad         | Trzy zamachy bombowe z użyciem samochodów-pułapek. |
| 6 kwietnia  | 49     | 172   | Bagdad         | Seria wybuchów w dzielnicach zamieszkałych przez szyitów. Eksplozje ładunków spowodowały zawalenie się kilku domów. |
| 16 kwietnia | 6      | 35    | Kweta          | Zamach samobójczy w szpitalu. |
| 17 kwietnia | 45     | 60    | Kohat          | Podwójny zamach samobójczy w obozie dla uchodźców. |
| 29 kwietnia | 8      | 20    | Bagdad         | Wybuch samochodu-pułapki. |

## Maj
| Data    | Zabici | Ranni | Miejsce          | Opis                                                                                        |
| ------- | ------ | ----- | ---------------- | ------------------------------------------------------------------------------------------- |
| 1 maja  | 0      | 6     | Kweta            | Wybuch bomby w czasie patrolu wojskowego.                                                   |
| 1 maja  | 2      | 10    | Mingora          | Detonacja dwóch bomb przez zamachowców-samobójców na rynku.                                 |
| 1 maja  | 1      | 30    | Nalczyk          | Wybuch bomby nad lożą dla VIP-ów na hipodromie.                                             |
| 1 maja  | 30     | 100   | Mogadiszu        | Podwójny zamach bombowy w meczecie.                                                         |
| 1 maja  | 6      | 19    | Irak             | Seria zamachów samobójczych w całym kraju.                                                  |
| 1 maja  | 4      | 7     | Tunceli          | Atak kurdyjskich rebeliantów na turecki posterunek wojskowy.                                |
| 10 maja | 114    | 400   | Irak             | Seria zamachów samobójczych w całym kraju.                                                  |
| 12 maja | 2      | 2     | Peszawar         | Atak granatowy w centrum miasta.                                                            |
| 13 maja | 0      | 3     | Chitral          | Trzy osoby ranne w wyniku wybuchu samochodu-pułapki.                                        |
| 13 maja | 3      | 2     | Peszawar         | Wybuch bomby przydrożnej w pobliżu wojskowego punktu kontrolnego. Zginęło troje dzieci.     |
| 14 maja | 25     | 100   | Tall Afar        | Dwa zamachy bombowe przy stadionie piłkarskim.                                              |
| 17 maja | 44     | 15    | Dantewada        | Autobus przewożący policjantów wpadł na minę-pułapkę.                                       |
| 18 maja | 12     | 10    | Dera Isamil Khan | Wybuch bomby umieszczonej na motocyklu.                                                     |
| 21 maja | 30     | 80    | Khalis, Dijala   | Wybuch bomby na zatłoczonym targowisku.                                                     |
| 25 maja | 2      | 16    | Kweta            | Wybuch bomby zabił dwie osoby.                                                              |
| 28 maja | 128    | 145   | Bengal Zachodni  | Wykolejenie pociągu po wybuchu bomby.                                                       |
| 28 maja | 94     | 120+  | Lahore           | Wybuch bomb w dwóch meczetach.                                                              |
| 30 maja | 6      | 7/9   | İskenderun       | Atak rakietowy grupy ekstremistycznej Kurdystanu na tureckich żołnierzy marynarki wojennej. |
| 31 maja | 1      | 15    | Bagdad           | Wybuch bomby we wschodniej części miasta.                                                   |

## Czerwiec
| Data       | Zabici | Ranni | Miejsce                        | Opis                                                                          |
| ---------- | ------ | ----- | ------------------------------ | ----------------------------------------------------------------------------- |
| 9 czerwca  | 40     | 70    | Nangahaan, Arghandab, Kandahar | Eksplozja ładunku wybuchowego podczas wesela.                                 |
| 13 czerwca | 12     | 22    | Bagdad                         | Wybuch w banku centralnym.                                                    |
| 13 czerwca | 5      | 75    | Nairobi                        | Zamach nastąpił na wiecu przeciwników wprowadzenia nowej konstytucji w Kenii. |
| 28 czerwca | 18     | 40    | Hajdarabad                     | Wybuch bomby umieszczonej w ciężarówce w pobliżu szpitala.                    |

## Lipiec
| Data     | Zabici | Ranni | Miejsce                    | Opis |
| -------- | ------ | ----- | -------------------------- | --- |
| 1 lipca  | 50     | 200   | Lahore                     | Zamach w Lahore (1 lipca 2010) |
| 8 lipca  | 70     | 400   | Bagdad                     | Seria zamachów samobójczych wymierzonych w szyickich pielgrzymów.                                                                                    |
| 9 lipca  | 65     | 112   | Yakaghund, Mohmand         | Wybuch miał miejsce na targowisku, przed siedzibą władz rządowych, kiedy zamachowiec samobójca poruszający się motocyklem odpalił ładunki wybuchowe. |
| 9 lipca  | 5      | 18    | Yakaghund, Agencja Mohmand | Wybuch samochodu-pułapki w pobliżu szyickich pielgrzymów.                                                                                            |
| 11 lipca | 74     | 70    | Kampala                    | Zamach w Kampali (2010) |
| 15 lipca | 27     | 270   | Zahedan                    | Zamach w Zahedanie (15 lipca 2010) |
| 15 lipca | 5      | 40    | Mingora                    | Zamachowiec-samobójca zaatakował konwój sił bezpieczeństwa.                                                                                          |
| 16 lipca | 6      | 15    | Meharban Kaley, Chajber    | Wybuch na zatłoczonym targowisku. |
| 18 lipca | 43     | 11    | Bagdad                     | Zamach samobójczy na członków sunnickiej prorządowej milicji Sahwa.                                                                                  |
| 26 lipca | 4      | 16    | Bagdad                     | Zamach przed siedzibą telewizji Al-Arabija. |
| 26 lipca | 8      | 20    | Pabbi k. Peszawaru         | Zamach samobójczy w pobliżu domu ministra. |
| 26 lipca | 20     | 54    | Karbala                    | Eksplozje dwóch samochodów-pułapek. |
| 28 lipca | 25     | 20    | Nimruz                     | Eksplozja miny rozerwała autobus. |

## Sierpień
| Data        | Zabici | Ranni | Miejsce                     | Opis |
| ----------- | ------ | ----- | --------------------------- | --- |
| 4 sierpnia  | 6      | 50    | Al-Kut                      | Wybuch dwóch samochodów-pułapek. |
| 4 sierpnia  | 4      | 10    | Peszawar                    | Zamach na lokalnego szefa policji. |
| 5 sierpnia  | 7      | 11    | Kunduz                      | W zamachu samobójczym zginęło sześciu policjantów.                                                                                       |
| 7 sierpnia  | 43     | 185   | Basra                       | Potrójny zamach bombowy na targowisku.                                                                                                   |
| 8 sierpnia  | 8      | 21    | Ramadi                      | Wybuch samochodu-pułapki w zatłoczonym centrum miasta.                                                                                   |
| 11 sierpnia | 11     | 4     | Dijala                      | Wybuch bomby w budynku, który przeszukiwali iraccy żołnierze. wśród 11 zabitych 8 żołnierzy.                                             |
| 12 sierpnia | 0      | 9     | Bogota                      | Eksplozja samochodu-pułapki w zatłoczonym centrum miasta. Pierwszy zamach terrorystyczny w Kolumbii za prezydenta Juana Manuela Santosa. |
| 17 sierpnia | 0      | 15    | Piatigorsk                  | Eksplodował materiał wybuchowy znajdujący się w samochodzie. Ucierpieli ludzie znajdujący się w pobliskiej kawiarni.                     |
| 17 sierpnia | 57     | 123   | Bagdad                      | Samobójczy atak na ośrodek werbunku irackiej armii.                                                                                      |
| 17 sierpnia | 1      | 1     | Osetia Północna             | Zamach samobójczy w pobliżu komisariatu milicji.                                                                                         |
| 23 sierpnia | 16     | ?     | Wana, Południowy Waziristan | Zamach samobójczy w meczecie. |
| 25 sierpnia | 53     | 270   | Irak                        | Liczne zamachy bombowe na terytorium całego Iraku na sześć dni przed zakończeniem misji bojowej armii amerykańskiej w tym kraju.         |

## Wrzesień
| Data        | Zabici | Ranni | Miejsce      | Opis |
| ----------- | ------ | ----- | ------------ | --- |
| 1 września  | 31     | 281   | Lahaur       | Potrójna eksplozja podczas szyickiej procesji.                                                                                               |
| 3 września  | 73     | 200   | Kweta        | Zamach na szyitów biorących udział w procesji.                                                                                               |
| 5 września  | 5      | 35    | Machaczkała  | Zamachowiec-samobójca wysadził w powietrze samochód z ładunkami wybuchowymi.                                                                 |
| 5 września  | 7      | 22    | Bagdad       | Zamach samobójczy na punkt werbunkowy. |
| 6 września  | 19     | 34    | Lakki Marwat | Zamachowiec-samobójca wysadził w powietrze samochód z ładunkami wybuchowymi w pobliżu posterunku policji.                                    |
| 7 września  | 18     | 56    | Kohat        | Wybuch samochodu-pułapki pod kwaterą policji.                                                                                                |
| 9 września  | 16     | 100   | Władykaukaz  | Terrorysta-samobójca zdetonował ładunek wybuchowy ukryty w samochodzie osobowym zaparkowanym w pobliżu bazaru.                               |
| 9 września  | 10     | 4     | Kurram       | Wybuch zdalnie sterowanej bomby drogowej pod kołami mikrobusu.                                                                               |
| 9 września  | 8      | 4     | Mogadiszu    | Podwójna eksplozja na stołecznym lotnisku. Wśród zabitych dwóch zagranicznych żołnierzy misji AMISOM.                                        |
| 22 września | 10     | 57    | Mahabad      | Zamach bombowy podczas defilady wojskowej. Za zamachem stali rebelianci kurdyjscy z Partii na Rzecz Swobodnego Istnienia Kurdystanu (PEJAK). |

## Październik
| Data            | Zabici | Ranni | Miejsce             | Opis |
| --------------- | ------ | ----- | ------------------- | --- |
| 1 października  | 8      | 3     | Abudża              | Wybuch samochodu-pułapki podczas obchodów 50. rocznicy proklamacji niepodległości.                                               |
| 7 października  | 7      | 60    | Karaczi             | Podwójny wybuch w sufickiej świątyni.                                                                                            |
| 19 października | 6      | 17    | Czeczenia           | Terroryści czeczeńscy dokonali zamachu bombowego na parlament w Groznym.                                                         |
| 21 października | 10     | 9     | Matalam, Mindanao   | Wybuch bomby w autobusie. |
| 25 października | 4      | 8     | Pak Pattan, Pendżab | Wybuch bomby w sufickiej świątyni.                                                                                               |
| 29 października | 30     | 68    | Balad Ruz           | Zamachowiec-samobójca zdetonował ładunek wybuchowy w uczęszczanej przez szyickich Kurdów kawiarni.                               |
| 31 października | 0      | 22    | Stambuł             | Zamachowiec-samobójca zdetonował ładunek wybuchowy w europejskiej części Stambułu.                                               |
| 31 października | 58     | 75    | Bagdad              | Atak Al-Ka’idy na katolicki kościół. Wśród zabici wierni wzięci za zakładników i żołnierze iraccy probujących odbić zakładników. |

## Listopad
| Data         | Zabici | Ranni | Miejsce                             | Opis                                                                                     |
| ------------ | ------ | ----- | ----------------------------------- | ---------------------------------------------------------------------------------------- |
| 2 listopada  | 113    | 300   | Bagdad                              | Seria 17 skoordynowanych zamachów bombowych, których celem byli szyici.                  |
| 5 listopada  | 10     | 30    | Khoja Sabz Posh, Farjab             | 16-letni zamachowiec-samobójca zabił na bazarze dziesięć osób.                           |
| 5 listopada  | 67     | 80    | Dera Adam Khel, Chajber Pasztunchwa | Zamach terrorystyczny w meczecie w wykonaniu talibów.                                    |
| 11 listopada | 25     | 35    | Karaczi                             | Wybuch samochodu-pułapki na zatłoczonej ulicy.                                           |
| 20 listopada | 7      | 0     | Aurangabad, Bihar                   | Wybuch bomby podczas wyborów uzupełniających.                                            |
| 27 listopada | 4      | 11    | Paktika                             | Dwóch zamachowców wysadziło się pod posterunkiem policji. Czterech zabitych policjantów. |

## Grudzień
| Data       | Zabici | Ranni       | Miejsce                    | Opis |
| ---------- | ------ | ----------- | -------------------------- | --- |
| 3 grudnia  | 16     | 112         | Bagdad                     | Podwójny atak terrorystyczny na szyickich pielgrzymów z Iranu. |
| 6 grudnia  | 8      | 40          | Mohmand                    | Wybuch bomby w biurze politycznym. |
| 8 grudnia  | 16     | 26          | Kohat                      | Wybuch bomby na bazarze. |
| 10 grudnia | 15     | kilkanaście | Hangu, Chajber Pasztunchwa | Zamach samobójczy w szyickim szpitalu. |
| 11 grudnia | 1      | 2           | Sztokholm                  | Podwójny zamach terrorystyczny złożony z wybuchu samochodu-pułapki i odpalenia ładunków przez zamachowca-samobójcę, który jako jedyny zginął w ataku. Pierwszy zamach samobójczy w historii państw skandynawskich. |
| 12 grudnia | 17     | 20          | Ramadi                     | Wybuch samochodu-pułapki w zatłoczonym centrum miasta. |
| 15 grudnia | 41     | 60          | Chabahar                   | Zamach samobójczy w pobliżu szyickiego meczetu Za atak odpowiedzialni sunniccy rebelianci Jundallah. |
| 23 grudnia | 0      | 2           | Rzym                       | Wybuchy bomb zamieszczonych w przesyłkach pocztowych zaadresowanych do ambasad Chile i Szwajcarii. Za zamachem stoją włoscy anarchiści z Nieformalnej Federacji Anarchistycznej.                                   |
| 24 grudnia | 32     | 74          | Jos                        | W Wigilię Bożego Narodzenia w nigeryjskim mieście Jos doszło do zamachów terrorystycznych w których zginęło co najmniej 32 chrześcijan, a 74 odniosło poważne obrażenia.                                           |
| 25 grudnia | 6      | 0           | Jos                        | Kolejne ataki na chrześcijańskie kościoły. |
| 25 grudnia | 45     | 50          | Bajaur                     | Kobieta kamikadze wysadził się wśród cywilów, którzy pobierali dostawy żywności. |
| 27 grudnia | 17     | 47          | Ramadi                     | Zamachowiec-samobójca wysadził się w powietrze jadąc samochodem. Większość zabitych to policjanci. |
| 27 grudnia | 3      | kilku       | Kabul                      | Wybuch samochodu-pułapki w pobliżu banku. |
| 31 grudnia | 30     | ?           | Abudża                     | Wybuch bomby na zatłoczonym targu. |